# 越南裔紐西蘭人
越南裔紐西蘭人（越南語：Người New Zealand gốc Việt），是指有越南民族血統的紐西蘭公民。根據2018年人口普查越南裔人口10,086 人，他們移居到紐西蘭的原因是為擔心受共產政權的逼害。 

## 歷史
越南人抵達紐西蘭是在20世紀70年代末至80年代初，越戰結束後因為擔心被新的共產黨政府的迫害因此出走。 第一批移民在1977年到達有412人。 最大一波移民潮是1979至1980年有1500人進入。 1977年-1993年有大約4500人進入紐西蘭。他們多數聚居在城市，但因經濟問題有1/3人再移民澳大利亞。 
在2018年的人口普查，有10,086名越南人生活在紐西蘭，多數生活在奧克蘭，威靈頓和基督城。

## 著名的越南裔紐西蘭人
- Lan Pham（英语：Lan Pham），政治家和生態學家[4]
- Kaelin Nguyen（英语：Kaelin Nguyen），職業足球員[5]